# Night of the Comet
Night of the Comet (La noche del cometa  en Hispanoamérica) es una película de ciencia ficción, comedia y terror de 1984 dirigida por Thom Eberhardt y protagonizada por Catherine Mary Stewart, Robert Beltran y Kelli Maroney.

## Trama
La Tierra pasa por el camino de la cola de un cometa lo cual ocasiona que la vida animal y humana se deshidrate convirtiéndose en polvo rojo. Regina (Catherine Mary Stewart) y  Samantha (Kelli Maroney), dos hermanas adolescentes, salvan la vida al pasar la noche dentro de un contenedor metálico. Al despertar se encuentran con que el mundo ha sido devastado y los que no quedaron totalmente expuestos se han convertido en zombis hambrientos.
Para sobrevivir aprenden autodefensa y consiguen armas de fuego. Ellas escuchan la voz de un locutor desde una emisora de radio y acuden en busca de ayuda. En el camino se topan con Héctor Gómez (Robert Beltran), otro superviviente. Su sorpresa es grande al llegar a la emisora y descubrir que se trata de un reproductor programado de audiocinta. Utilizan ese medio para mandar un mensaje de auxilio.
Su mensaje atrae la atención de unos científicos de un think tank de una especie de gobierno subterráneo, quienes por no tomar las precauciones debidas resultan parcialmente afectados, por lo que buscan supervivientes sanos para obtener su sangre y preparar un antídoto. Regina es secuestrada y liberada por sus amigos, quienes matan a algunos científicos y logran rescatar a otros supervivientes sanos.
El grupo se consolida como una célula familiar, excepto Samantha quien se va con un chico de su edad llamado Danny Mason Keener. Danny es quien ha superado siempre el puntaje de Regina en el videojuego Tempest al cual ella es adicta, según se muestra al inicio de la historia y es hasta ahora cuando se descubre la verdadera identidad de la iniciales DMK.

## Ediciones
La película fue lanzada en VHS en 1985 y 1990 por CBS/FOX Video. La versión en DVD apareció en 2007 

## Reparto
- Catherine Mary Stewart como Regina Belmont.
- Kelli Maroney como Samantha Belmont.
- Robert Beltran como Héctor Gómez.
- Sharon Farrell como Doris, madrastra de Reggie y Sam.
- Mary Woronov como Audrey White.
- Geoffrey Lewis como Dr. Carter, el leader del think tank.
- Peter Fox como Dr. Wilson, uno de los científicos.
- John Achorn como Oscar.
- Michael Bowen como Larry Dupree.
- Devon Ericson como Minder.
- Lissa Layng como Davenport.
- Janice Kawaye como Sarah, una chica rescatada.